# Rob van Hulst
 (février 2019).
Si vous disposez d'ouvrages ou d'articles de référence ou si vous connaissez des sites web de qualité traitant du thème abordé ici, merci de compléter l'article en donnant les références utiles à sa vérifiabilité et en les liant à la section « Notes et références ».
Rob van Hulst, né le 29 mars 1957 à Arnhem, est un acteur et écrivain néerlandais.

## Filmographie

### Cinéma et téléfilms
- 1988-1994 : Medisch Centrum West (nl) : Eric Koning
- 1990 : Moffengriet – Liebe tut, was sie will (de) : Cor
- 2001 : All stars: De serie (nl) : Docteur Mengelers

## Livre
- 2014 : Casa Rosso: de verhalen en geheimen van het bekendste erotische theater ter wereld : co-écrit avec Fred Baggen